# Бусовисько (зупинний пункт)
Бусови́сько — пасажирський залізничний зупинний пункт Львівської дирекції Львівської залізниці.
Розташований у селі Бусовисько, Старосамбірський район Львівської області на лінії Самбір — Чоп між станціями Старий Самбір (8 км) та Стрілки (6 км).
Станом на травень 2019 року щодня п'ять пар електропотягів прямують за напрямком Львів — Сянки.